# Anne Pauly
Anne Pauly, née en 1974 en banlieue parisienne, est une romancière française.

## Biographie
Anne Pauly née en 1974 en banlieue parisienne. Elle fait des études de lettres modernes à l'université de Nanterre et suit un master de création littéraire à l'université Paris-VIII,. Elle commence sa carrière comme relectrice dans un cabinet d'avocats. Puis, elle travaille un temps comme secrétaire de rédaction chez GQ Magazine.
Elle se lance dans l'écriture, après avoir perdu un de ses postes. Son premier roman Avant que j'oublie est publié en août 2019, il relate son deuil à la mort de son père. Elle y raconte la violence conjugale, l'alcoolisme et les sentiments partagés qu'elle éprouve à l'égard de cette figure paternelle. Le livre est présent dans les premières listes du prix Goncourt, du prix Femina et du prix Médicis, et est finaliste du Goncourt du premier roman,.
En juin 2020, Anne Pauly obtient le prix du livre Inter pour Avant que j'oublie, en rassemblant 17 voix sur 24 parmi le jury présidé par Philippe Lançon,,.

## Œuvres

### Romans
- Avant que j'oublie, Éditions Verdier, 2019, 144 p.  (ISBN 978-2-37856-029-4)[12],[13].